# Siegfried Heinrichs
Siegfried Heinrichs (* 4. Oktober 1941 in Alleringersleben bei Marienborn; † 8. April 2012 in Berlin) war ein deutscher Schriftsteller und Verleger.

## Biografie
Siegfried Heinrichs gehört zu den wenigen Schriftstellern, die die innerdeutsche Grenze immer wieder thematisierten. Prägend dafür waren zunächst die Kindheit im Grenzgebiet und weiter ein mehrjähriger Gefängnisaufenthalt „wegen Verbreitung und Herstellung staatsgefährdender Schriften gegen Mauer, Stacheldraht und Maulverbot Andersdenkender.“
1963 begann Heinrichs zu schreiben. Die Texte schickte er an seinen Bruder, der Mitglied der SED war und ihn denunzierte. Aufgrund dessen wurde Heinrichs im Februar 1964 auf dem Weg zu seiner Arbeit als Angestellter eines Geldinstituts in Karl-Marx-Stadt verhaftet. 254 Tage später drohte ihm ein Staatsanwalt mit zehn Jahren Haft wegen Hochverrats, Hetze, Staatsgefährdung. Als Heinrichs sich weigerte, über Bekannte auszusagen, brachte jener Staatsanwalt W. die Möglichkeit der Todesstrafe ins Spiel. Insgesamt saß Heinrichs siebeneinhalb Monate in Stasi-Untersuchungshaft. Am Ende wurde er zu drei Jahren Haft verurteilt, die er im Zuchthaus Waldheim verbringen musste. Dort freundete er sich mit dem Maler Sieghard Pohl an, ebenfalls als politischer Häftling hinter Gittern. Insgesamt 1096 Tage und Nächte war Heinrichs inhaftiert.
1974 verließ Heinrichs die DDR und wurde in West-Berlin einer der ersten ausgebürgerten Schriftsteller und Künstler. Er hielt Kontakt zu Roger Loewig, Sieghard Pohl, Siegmar Faust, Wolf Biermann, Jürgen Fuchs, Utz Rachowski, Axel Reitel und Sarah Kirsch, der er ein Gedicht widmete. Dieses beginnt mit der Feststellung: „sarah, was nützt es, dem könig zu schreiben / im land der verbotenen bücher“ und verdeutlicht poetisch die Zumutungen der kommunistischen Diktatur: „… denn schon die brandung des meeres an den küsten wird / bewacht, schon die lüfte des frühlings, des sommers, des herbstes, / des winters, werden vor dem eintritt ins landesinnere / gesäubert vom geruch anderer länder, schon der flug der vögel / wird gezähmt, daß sie ihre kunde von der winzigkeit dieses / furchtbaren landes inmitten der welt / und seiner grausamen größe / nicht verbreiten unter anderem getier, geschweige / den menschen.“
1978 erschien sein erster Lyrik-Band, Mein schmerzliches Land. Das wurde der Beginn eines umfangreichen Werkes. Das Vorwort von Jürgen Fuchs hebt auf das Exemplarische dieser Texte ab, die Menschenrechtsverletzungen im SED-Staat bezeugen. 1979 unterstützte Heinrichs in einem öffentlichen Brief den in der DDR gemaßregelten Schriftsteller Karl-Heinz Jakobs.
1985 übernahm Heinrichs den Oberbaumverlag. Es blieb ein Ein-Mann-Unternehmen, das er durch seine Tätigkeit als Materiallagermeister in einer Kreuzberger Firma für Sanitäreinrichtungen finanzierte. Bei Oberbaum publizierten Sieghard Pohl, Rüdiger Rosenthal & Cornelia Schleime, Utz Rachowski, Kalle Winkler, Wolf Deinert, Jürgen Fuchs und Axel Reitel.
Heinrichs schärfte das Profil des Verlages und nahm bald Dissidenten aus Osteuropa ins Programm: Jewgenij Samjatin, Anna Achmatowa, Ossip Mandelstam, Nikolai Gumiljow, Boris Pasternak, Marina Zwetajewa, Joseph Brodsky, Warlam Schalamow, Miklós Radnóti und Sinaida Hippius. Auch der aus Syrien exilierte Ali Ahmad Said, der unter dem Pseudonym Adonis schreibt, verlegte seine deutschen Übersetzungen bei Heinrichs. Des Weiteren gehören Bücher von Ousmane Sembène aus dem Senegal und Gedichtbände von Rajzel Zychlinski zum Verlagsprogramm.
2000 veröffentlichte Heinrichs posthum die Tagebücher und Erinnerungen von Sándor Márai. Bereits 1996 brachte er dessen autobiografischen Roman Bekenntnisse eines Bürgers heraus.  Drei Jahre später wurde Márais Wiederentdeckung in den Feuilletons stürmisch gefeiert. Aus Finanzgründen hatte Heinrichs zu dem Zeitpunkt gerade die Rechte an den Piper-Verlag abgetreten. Der Tagesspiegel berichtete ausführlich über den „munteren“ Verleger. Dann wurde es in den Medien wieder still um ihn. 2012 starb Siegfried Heinrichs nach langer und schwerer Krankheit.

## Werke (Auswahl)
- Mein schmerzliches Land. Gedichte. Oberbaum, Berlin 1978, ISBN 3-87628-143-1, ISBN 978-3-87628-143-8
- Die Vertreibung oder Skizzen aus einem sozialistischen Gefängnis. Erzählungen. Verlag europäische ideen, Berlin 1980.
- Suchend das Konigreich Liebe. Gedichte. Verlag europäische ideen, Berlin 1980. ISBN 3-921572-52-5, ISBN 978-3-921572-52-8.
- Die Erde braucht Zärtlichkeit. Gedichte. Verlag europäische ideen, Berlin 1980.
- Die Henker des Lichts. Gedichte. Verlag europäische ideen, Berlin 1981.
- Hofgeismarer Elegien. Gedichte. Verlag europäische ideen, Berlin 1981, ISBN 3-921572-62-2, ISBN 978-3-921572-62-7.
- Die Schöpfung. Gedichte. Verlag europäische ideen, Berlin 1981, ISBN 3-921572-72-X, ISBN 978-3-921572-72-6.
- Ankunft in einem kalten Land. Verlag europäische ideen, Berlin 1982.
- Kassiber. Erzählungen, mit Zeichnungen von Sieghard Pohl. Verlag europäische ideen, Berlin 1983, ISBN 3-921572-82-7, ISBN 978-3-921572-82-5,
- Maria oder sehet die Vögel. Gedichte. Verlag europäische ideen, Berlin 1983, ISBN 3-921572-92-4, ISBN 978-3-921572-92-4.
- Frauen. Prosa. Verlag europäische ideen, Berlin 1984, ISBN 3-921572-87-8, ISBN 978-3-921572-87-0.
- Leben mit der Tochter. Gedichte. Oberbaum Verlag, Berlin 1987, ISBN 3-926409-01-0, ISBN 978-3-926409-01-0.
- Zeit ohne Gedächtnis. Gedichte und Tagebücher. Oberbaum Verlag, Berlin 2001.
- Spätsommertag. Gedichte. Oberbaum Verlag, Berlin 2002, ISBN 3-933314-55-0, ISBN 3-933314-55-0.
- Meines Großvaters Dorf. Erzählungen, Gedichte. Oberbaum Verlag, Berlin 2012, ISBN 3-938989-05-X, ISBN 978-3-938989-05-0.

## Auszeichnungen
- 1983: Förderpreis zum Andreas-Gryphius-Preis

### Kritik
- Sigrid Löffler zürnt – und irrt. Der Streit um den richtigen Umgang mit den Tagebüchern des postum wieder entdeckten ungarischen Schriftstellers Sándor Márai. In: Der Spiegel 34/2001, S. 197.[3]
- Marc Neller: Bekenntnisse eines Kleinverlegers. Siegfried Heinrichs erkannte früh die literarische Bedeutung Sándor Márais – doch sein Spürsinn brachte ihm noch nicht viel ein. In: Der Tagesspiegel, 30. November 2004. online